# تيرينس هولت (كاتب)
تيرينس هولت (بالإنجليزية: Terrence Holt)‏ (1952)؛ روائي أمريكي.